# پیترکوامی آیزاوا
پیترکوامی آیزاوا (ژاپنی: 相澤 ピーターコアミ؛ زادهٔ ۲۰ ژانویهٔ ۲۰۰۱) یک بازیکن فوتبال اهل ژاپن است.
از باشگاه‌هایی که در آن بازی کرده‌است می‌توان به باشگاه فوتبال جف یونایتد چیبا اشاره کرد.